# Морска република
Морските републики (на италиански: repubbliche marinare), наричани още търговски републики (на италиански: repubbliche mercantili), са италиански таласократични пристанищни градове, които придобиват политическа автономия и икономически просперитет в резултат на своите морски дейности и съществували от Средновековието до края на XIX век. Терминът, въведен през XIX век, обичайно визира четири италиански града, чиито гербове от 1947 г. фигурират на знамената на италианския флот и италианския търговски флот: Амалфи, Генуа, Пиза и Венеция. В допълнение към четирите най-известни за морски републики се считат също Анкона, Гаета, Ноли, и Рагуза в Далмация. В определени исторически периоди те имат не по--малко значение от по-известните.
Равномерно разпръснати из Апенинския полуостров, морските републики са важни не само за историята на корабоплаването и търговията. Освен скъпоценни стоки, недостъпни в Европа, те разпространяват и нови художествени идеи и новини за далечни страни. От X век те изграждат флотилии както за собствена защита, така и за поддържане на широки търговски мрежи в Средиземно море, което им дава съществена роля при възстановяването на контактите между Европа, Азия и Африка, прекъснати през Ранното средновековие. Те играят съществена роля в кръстоносните походи и в тях са родени известни пътешественици и мореплаватели като Марко Поло и Христофор Колумб.
През вековете морските републики са имали периоди на разцвет и упадък. През IX и X век се появяват Амалфи и Гаета, които скоро достигат своя разцвет. Междувременно Венеция започна постепенен възход, докато другите градове претърпяват дълъг период на развитие, преди да достигнат морска мощ и автономия. След XI век Амалфи и Гаета бързо западат, докато Генуа и Венеция стават най-мощните морски републики. Пиза преживява най-голям разцвет през XIII век, а Анкона и Рагуза се съюзяват, за да се противопоставят на венецианската власт. През XV век Пиза отслабва до толкова, че загубва автономията си, но Венеция и Генуа продължават да доминират мореплаването, следвани от Рагуза и Анкона, които преживяват своя златен век. През XVI век Анкона загубва автономията си и остават само републиките Венеция, Генуа и Рагуза. Те все още имат моменти на възход до средата на XVII век, след което следва бавен упадък повече от век, който завършва с инвазията на Наполеон.

## Описание

### Характеристики
Елементите, които характеризират една морска република, са:
- независимост (де юре или де факто);
- автономия, икономика, политика и култура, основно базирани на навигацията и морската търговия;
- притежание на флота от кораби, построени в собствен арсенал;
- създаване на град държава, който в крайна сметка ще се разшири още повече;
- наличие на складове и консули в средиземноморските пристанища;
- наличие на чужди складове и консули в собственото пристанище;
- използване на собствена валута, приета в Средиземно море, и собствени морски закони;
- републиканско правителство;
- участие в кръстоносните походи и/или борба с пиратството.

### Произход, утвърждаване и продължителност
През IX в Европа настъпва икономически подем. Опасните сухоземни търговски пътища обаче подтикват развитието на търговията по средиземноморското крайбрежие. Нарастващата автономия, придобита от някои крайбрежни градове, им дава водеща роля. Цели шест от тях – Амалфи, Венеция, Гаета, Генуа, Анкона и Рагуза – започват своята собствена история на автономия и търговия, след като са почти унищожени от ужасни грабежи или са основани от бежанци от опустошени земи. Тези градове, изложени на пиратски набези и пренебрегвани от централната власт, организират собствената си отбрана автономно, съчетавайки упражняването на морската търговия с тази на въоръжената си защита. Така през IX, X и XI век те успяват да преминат в настъпление, постигайки многобройни победи над сарацините, като се започне с историческата битка при Остия през 849 г. Трафикът на тези градове достига до Африка и Азия, като ефективно се вмъква между византийските и мюсюлманските морски сили, с които се установяват сложни отношения на конкуренция и сътрудничество за контрола на средиземноморските пътища.
Всеки от градовете има благоприятно географско положение, далеч от главните пътища за преминаване на армиите и защитен от планини или лагуни, което го изолира и му позволява необезпокоявано да развива мореплаване. Така постепенно се постига административна автономия и в някои случаи пълна независимост от централната власт, която след известно време вече не е в състояние да контролира периферните провинции: Византийската империя, Свещената Римска империя и Папската държава.
От институционална гледна точка, в съответствие с техния общински произход, морските градове са олигархични републики, обикновено управлявани, повече или по-малко явно, от основните търговски семейства и правителствата защитават интересите на търговската класа, която е гръбнак на тяхната власт. По тази причина тези градове понякога се наричат с по-общия термин „търговска република“. Те притежават съответни съдебни органи с понякога припокриващи се компетенции, които през вековете се променят с тенденция да централизират властта. Така управлението става привилегия на търговската аристокрация във Венеция (от 1297 г.) и на херцога в Амалфи (от 945 г.). Но дори Гаета, която никога не е имала републиканска форма на управление, и Амалфи, който става херцогство през 945 г., също се наричат морски републики, тъй като терминът република не трябва да се разбира в съвременното му значение (преди Макиавели и Кант „републиката“ е била синоним на „държава“ и не се противопоставя на монархията).
Кръстоносните походи дават възможност за разширяване на търговията. Амалфи, Генуа, Венеция, Пиза, Анкона и Рагуза вече са ангажирани в търговията с Леванта, но с кръстоносните походи хиляди жители на морските градове се изсипват в Ориента, създавайки складове, колонии и търговски обекти. Те упражняват голямо политическо влияние на местно ниво: италианските търговци създават търговски асоциации в своите търговски центрове, за да получат най-различни привилегии от местната власт.
Само Венеция, Генуа и Пиза осъществяват териториална експанзия, т.е. притежават големи региони и множество острови по средиземноморските брегове. Генуа и Венеция доминират в целия си регион и част от съседните, превръщайки се в столици на регионални държави. Венеция обаче е единствената, която доминира в по-далечни територии. Амалфи, Гаета, Анкона, Рагуза и Ноли, от друга страна, разширяват владението си само върху част от своя регион, конфигурирайки се като градове-държави. Всички републики обаче имат свои собствени колонии и складове в основните средиземноморски пристанища, с изключение на Ноли, който използва тези на генуезците.
Ако липсата на силна централна власт е предпоставка за раждането на търговските републики, техният край настъпва именно поради утвърждаването на мощна централизирана държава.
Дълголетието на различните морски републики е доста различно: Венеция има най-дълъг живот, от Средновековието до епохата на Наполеон; Генуа и Рагуза също имат много дълга история, от X век до епохата на Наполеон; Ноли просъществува също толкова, но спира да търгува още през XV век. Пиза и Анкона имат дълъг живот, оставайки независими до Ренесанса. Вместо това Амалфи и Гаета бяха първите, които паднаха, след като са завладени от норманите през XII век.

### Значение
Морските републики възстановяват контактите на Европа с Азия и Африка, които са почти прекъснати след падането на Западната Римска империя. Тяхната история е преплетена с началото на европейската експанзия на изток и с произхода на модерния капитализъм като търговска и финансова система. В тези градове се секат златни монети, които не са били използвани от векове, развиват се нови обменни и счетоводни практики и по този начин се раждат международните финанси и търговското право.
Технологичният напредък в навигацията също е значителен. Трябва да отбележи усъвършенстването и разпространението на компаса от моряците от Амалфи и венецианското изобретение на голямата галера. Навигацията дължи много на морските републики по отношение на морската картография: картите от XIV и XV век, които се използват и днес, всички принадлежат на школите от Генуа, Венеция и Анкона.
Морските републики внасят от Изтока широка гама от стоки, недостъпни в Европа, които след това препродават в Италия и Централна и Северна Европа, създавайки търговски триъгълник между Арабския изток, Византийската империя и Италия. Преди откриването на Америка те са основните центрове на търговията между Европа и другите континенти.
Сред най-важните стоки са:
- Лекарства: алое вера, балсам, джинджифил, камфор, лауданум, кардамон, ревен, астрагал
- Подправки: черен пипер, карамфил, индийско орехче, канела, бяла захар
- Парфюми и ароматни есенции: мускус, мастика, сандалово дърво, тамян, амбра
- Багрила: индиго, стипца, кармин, лак
- Текстил: коприна, египетски лен, конопено влакно, брокат, кадифе, дамаска, килими
- Луксозни стоки: скъпоценни камъни, скъпоценни корали, перли, слонова кост, порцелан, златни и сребърни нишки

Съвременните италиански общности, живеещи в Гърция, Турция, Ливан, Гибралтар и Крим, произлизат, поне отчасти, от колониите на морските републики, както и от езиковия остров на диалекта Табарчино в Сардиния и изчезналата италианска общност в Одеса.